# Oleksiivka, Stara Sîneava
Oleksiivka (în ucraineană Олексіївка) este un sat în comuna Pîleava din raionul Stara Sîneava, regiunea Hmelnîțkîi, Ucraina.

## Demografie
Componența lingvistică a localității Oleksiivka
     Ucraineană (99,56%)
     Alte limbi (0,44%)
Conform recensământului din 2001, majoritatea populației localității Oleksiivka era vorbitoare de ucraineană (99,56%), existând în minoritate și vorbitori de alte limbi.